# مجموعة عمل الأسلحة الصغيرة
مجموعة عمل الأسلحة الصغيرة (SAWG) عبارة عن تحالف بين مجموعات غير حكومية مقرها في أمريكا تعمل معًا من أجل الترويج لإجراء تغييرات على السياسات الأمريكية والدولية فيما يتعلق بالأسلحة الصغيرة. ويرى أعضاء مجموعة عمل الأسلحة الصغيرة أنه يجب مجابهة انتشار الأسلحة الصغيرة من خلال المزيد من السياسات المسئولة التي تفرض على المبيعات القانونية والتعاون الدولي من أجل تقليل التجارة في تلك الأسلحة. والمشاركة في مجموعة عمل الأسلحة الصغيرة مفتوحة لأي منظمة تدعم أهداف تلك المجموعة.

## وصلات خارجية
- Official website